# 香川県道26号土庄福田線
香川県道26号土庄福田線（かがわけんどう26ごう とのしょうふくだせん）は、香川県小豆郡土庄町から小豆郡小豆島町福田に至る県道（主要地方道）である。

## 概要

### 路線データ
- 本線（Google マップ）
- 起点：香川県小豆郡土庄町（土庄交差点、国道436号交点）
- 終点：香川県小豆郡小豆島町福田（福田港、国道436号接続点）
- 総延長：26.369 km

## 歴史
- 1982年（昭和57年） - 昭和57年香川県告示第244号（表2）により、香川県道26号土庄内海線として認定。
- 1993年（平成5年）5月11日 - 建設省から、県道土庄内海線が土庄内海線として主要地方道に指定される[1]。
- 2006年（平成18年）3月21日 - 内海町廃止、小豆島町発足に伴い、名称を土庄福田線に変更。

## 路線状況

### 道路施設

#### 道の駅
- 大坂城残石記念公園（小豆郡土庄町）

## 地理

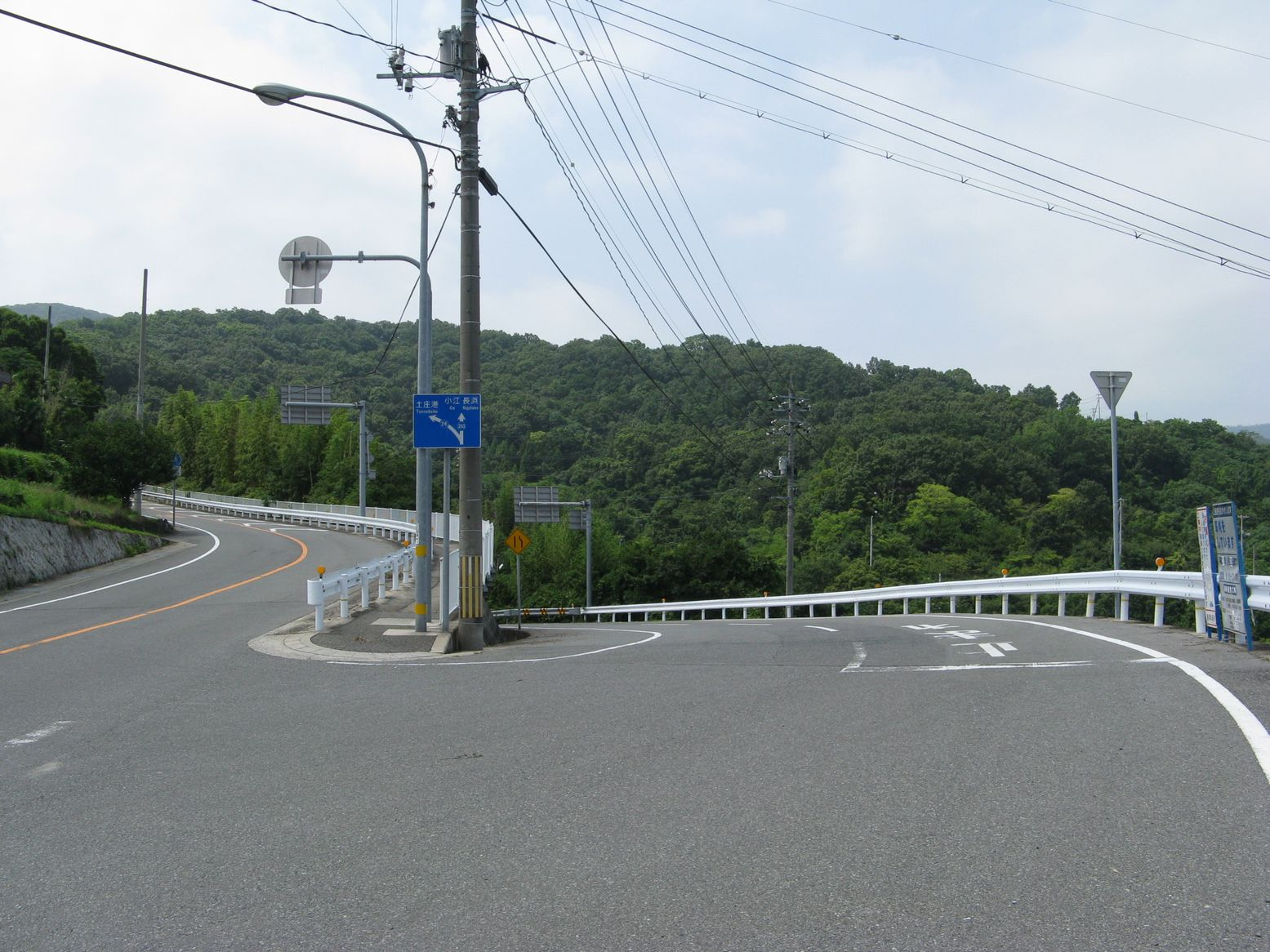
屋形崎で香川県道253号屋形崎小江渕崎線（右）が合流

### 通過する自治体
- 小豆郡土庄町
- 小豆郡小豆島町

### 交差する道路
- 国道436号（香川県小豆郡土庄町・土庄交差点、起点）
- 香川県道253号屋形崎小江渕崎線（香川県小豆郡土庄町淵崎甲・赤穂屋交差点）
- 国道436号（香川県小豆郡土庄町淵崎甲・渕崎交差点）
- 香川県道252号上庄池田線（香川県小豆郡土庄町上庄）
- 香川県道27号土庄神懸線（香川県小豆郡土庄町馬越）
- 香川県道253号屋形崎小江渕崎線（香川県小豆郡土庄町屋形崎）
- 香川県道31号嶮岨山線（香川県小豆郡土庄町大部甲）
- 香川県道246号福田港神懸線（香川県小豆郡小豆島町福田）
- 国道436号（香川県小豆島町・福田港、終点）